# Неверная (книга)
Неверная (нидерл. Mijn Vrijheid, англ. Infidel) — автобиография Айаан Хирси Али, сомали-нидерландской (позднее американской) активистки и политика, изданная в 2006 году. Вокруг книги возникла полемика, повлёкшая за собой волну критики и угрозы со стороны исламского сообщества.

## Краткий обзор
Хирси Али пишет о своей молодости в Сомали, Саудовской Аравии, Эфиопии и Кении; о своём бегстве в Нидерланды, где она попросила политического убежища, о своей учёбе в университете Лейдена, о работе в Партии труда, а затем о последующем переходе в Народную партию за свободу и демократию. Также она затрагивает свои выборы в парламент и убийство Тео ван Гога, вместе с которым она сняла фильм Покорность. Книга заканчивается дискуссией о предоставлении ей политического убежища и гражданства.

## Критика
Выход книги в Нидерландах был признан успешным — первый тираж был распродан через два дня после запуска продаж. Обзор в de Volkskrant резюмировал: «каждый, кто откроет для себя бурную историю Хирси Али, может только сочувствовать ей». Немецкое издание книги «Mein Leben, meine Freiheit» («Моя жизнь, моя свобода») дебютировало в топ-20 списка бестселлеров по версии журнала Der Spiegel.
Книга получила преимущественно положительные отзывы после своего выхода на английском в 2007 году. В своём обзоре для The Sunday Times Кристофер Хитченс назвал книгу «замечательной». Хитченс написал предисловие к изданию в мягкой обложке в 2008 году.
Лауреат Пулитцеровской премии Энн Аппельбаум в The Washington Post отметила, что «„Неверная“ — уникальная книга, Айаан Хирси Али — уникальный писатель, и они обе добьются успеха». В обзоре The New York Times автобиография была названа «смелой, вдохновляющей и красиво написанной». В интервью Foreign Exchange редактор Newsweek Фарид Закария назвал мемуары «удивительной книгой удивительного человека».
В то же время репортёр журнала Newsweek Лорейн Али дала книге отрицательный отзыв, заявив, что эта история «манипулирует» читателями. Она отметила, что «Хирси Али — бо́льшая героиня среди исламофобов, чем среди мусульманских женщин». Кроме того, она назвала Хирси Али «целеустремлённой и реакционной, как фанатики, с которыми она так упорно боролась».